# Canottieri Caprera
La Società Canottieri Caprera è una società di canottaggio fondata nel 1883 a Torino.
La sua sede si trova a ridosso del Ponte Umberto I, sulla sponda destra del fiume Po in corso Moncalieri. Si tratta di uno dei circoli remieri più antichi d'Italia, presente nel 1888 alla fondazione della Federazione Italiana Canottaggio (allora Rowing Club Italiano) nonché insignita nel 1970 della Medaglia d'Argento del C.O.N.I. al merito sportivo e di quella d'Oro nel 1993.

## Storia
La società venne fondata il 15 aprile 1883 da diciannove giovani, che battezzarono il circolo "Caprera" in ricordo delle imprese garibaldine, ancora indimenticate e vive a soli ventidue anni dall'unificazione italiana. I colori sociali scelti furono il rosso ed il bianco. Inizialmente vennero affittati dei locali da due coniugi nella barriera di Piacenza ma presto si fece sentire la necessità di una sede di proprietà, che venne edificata ed inaugurata nel 1885 in un terreno ceduto alla Caprera dal Comune. La Società riuscì così a farsi spazio tra i principali circoli remieri e sportivi di Torino.
Antonio Masera, esordiente all'età di trentacinque anni, si laureò Campione Italiano nella specialità dello skiff ai primi Campionati Nazionali di Stresa del 1889, traguardo nuovamente conquistato nel 1890 a Pallanza e nel 1891 a Como.
Il terremoto del 1900 costrinse i soci a ricercare una nuova struttura inaugurata nel 1914 e ancora attiva, sita sulla sponda destra del Po, a ridosso del Ponte Umberto I. Le due guerre mondiali portarono sconvolgimento e terrore anche nelle stanze di Corso Moncalieri. La società però dal secondo dopoguerra conobbe un periodo di florida attività agonistica, con l'ampliamento delle proprie strutture e un crescente numero di atleti e soci.
Nel 2006 la squadra Olimpica Statunitense in occasione dei XX Giochi Olimpici Invernali è stata ospitata dalla Canottieri Caprera e ha contribuito alla ristrutturazione di alcuni locali. Attualmente al canottaggio si affiancano il tennis grazie alla presenza di tre campi da gioco, il bridge ed una piscina in riva al fiume.

## Atleti ed Allenatori
Oltre ad Antonio Masera, protagonista nel singolo nella fine dell'Ottocento, la Caprera conobbe successi nazionali di rilievo con Silvio Venesia e Primo Serramoglia nella specialità del due di coppia. Lo stessio Venesia divenne in seguito allenatore della squadra; a succedergli fu negli anni ottanta Danilo Francescon sotto la cui guida il quattro di coppia femminile della Caprera divenne Campione Italiano Assoluto nel 1996 (lo stesso equipaggio vinse anche il Campionato Italiano Assoluto in quattro senza), 1998 e 1999.
Nel 2004 si trasferisce a Torino e diventa l'allenatore della squadra agonistica il laziale Vittorio Altobelli, ex atleta del Corpo Forestale dello Stato e della Nazionale Italiana e artefice del successo di Gianluca Sapino e Giulio Gastaldo, vincitori dei Campionati Italiani Juniores di Varese del 2008 nella barca del due senza. Il 2008 è anche l'anno della partecipazione ai Mondiali under23 di Brandeburgo di Ciprian Cursaru.

## I successi recenti
Il 2009 ed il 2010 vedono i successi dell'atleta Adaptive Silvia de Maria, campionessa italiana a Gavirate e Piediluco. Nel 2010 inoltre si classifica quinta ai Campionati Mondiali in Nuova Zelanda a Lake Karapiro e nel 2011 riconferma il posto per il Mondiale a Bled dove, piazzatasi nuovamente quinta, qualifica la barca per Londra 2012.
Il 2012 è l'anno dei successi di Gianluca Sapino e Alin Zaharia. Convocati ai raduni dal CT Antonio Baldacci sin da gennaio, entrano a far parte della squadra nazionale U23 e conquistano la vittoria al primo ed al secondo meeting nazionale nella specialità del quattro senza pesi leggeri. La formazione del secondo meeting vede Matteo Pinca, allora in forza alla Canottieri Moto Guzzi, come capovoga, Gianluca e Alin al centro barca e Guido Gravina della Reale Società Canottieri Cerea come prodiere. L'equipaggio convince il CT che convoca i quattro ragazzi al raduno premondiale a Piediluco ed in seguito li conferma per partecipare al Campionato del Mondo U23 di Trakai in Lituania nella specialità del quattro senza pesi leggeri, imbarcazione della quale l'Italia detiene il Titolo Mondiale conquistato l'anno prima ad Amsterdam dallo stesso Pinca assieme a Luca de Maria, Catello Amarante II e Marcello Nicoletti. Per Sapino si tratta del primo Campionato del Mondo, per Alin invece della terza partecipazione dopo il quarto posto in doppio ai Mondiali Junior nel 2009 a Brive de la Gaillarde ed il Mondiale U23 del 2010 a Brest, saltato il giorno prima della batteria per infortunio. Il Mondiale Lituano inizia nel migliore dei modi: vittoria in batteria e miglior tempo consentono l'accesso diretto alla semifinale in cui il copione si ripete. In finale gli azzurri partono in acqua 5 per decisione della Giuria di assegnare la quinta e la sesta corsia ai migliori tempi registrati nelle fasi precedenti. I quattro ragazzi si mettono subito in testa ma devono contenere le pressioni dell'equipaggio spagnolo. All'intermedio dei primi 500 metri il ritardo degli spagnoli è di soli 87 centesimi. A metà gara l'equipaggio italiano viaggia a 40 colpi, il vantaggio si consolida e negli ultimi 500 metri Pinca inizia ad allungare e distacca definitivamente gli iberici che tagliano il traguardo con un ritardo di due secondi e 56 centesimi. L'Italia vince e si conferma Campione del Mondo. È il primo titolo mondiale vinto da atleti della Canottieri Caprera.
Poche settimane dopo, a Londra, Silvia de Maria in coppia con Daniele Stefanoni della Società Canottieri Aniene conquista l'accesso alla finale paralimpica del Doppio Adaptive. In finale l'equipaggio si classificherà in sesta posizione.
A settembre Alin Zaharia viene convocato al raduno di preparazione per i Campionati Europei Assoluti di Varese. Dopo varie prove viene selezionato per gareggiare nel quattro senza pesi leggeri assieme all'olimpico Martino Goretti, Luca de Maria e Armando dell'Aquila, atleti appartenenti al Gruppo Sportivo delle Fiamme Oro. Dopo aver vinto agilmente le batterie, il 4- vince anche la finale ed diventa Campione Europeo.